# Sunday Sequence
Sunday Sequence is een radioprogramma van de BBC dat verscheidene Andrew Cross Awards heeft gewonnen. Het wordt uitgezonden op BBC Radio Ulster voor Noord-Ierland. Het wordt gepresenteerd door William Crawley sinds maart 2002. Het programma gaat over actualiteiten, religie en ethiek.